# Bombenanschlag auf das World Trade Center 1993
Der Bombenanschlag auf das World Trade Center in New York City am 26. Februar 1993 kostete sechs Menschen das Leben, während über 1000 Personen verletzt wurden. Die Explosion in der Tiefgarage des World Trade Centers wurde mithilfe einer Harnstoffnitrat-Bombe in einem Transportfahrzeug herbeigeführt. Vier der Täter wurden 1994 verhaftet, zwei weitere konnten 1997 festgenommen werden.

## Hergang

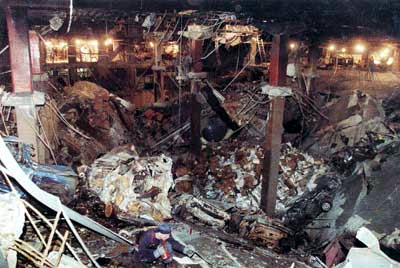
Zerstörung innerhalb der Gebäude

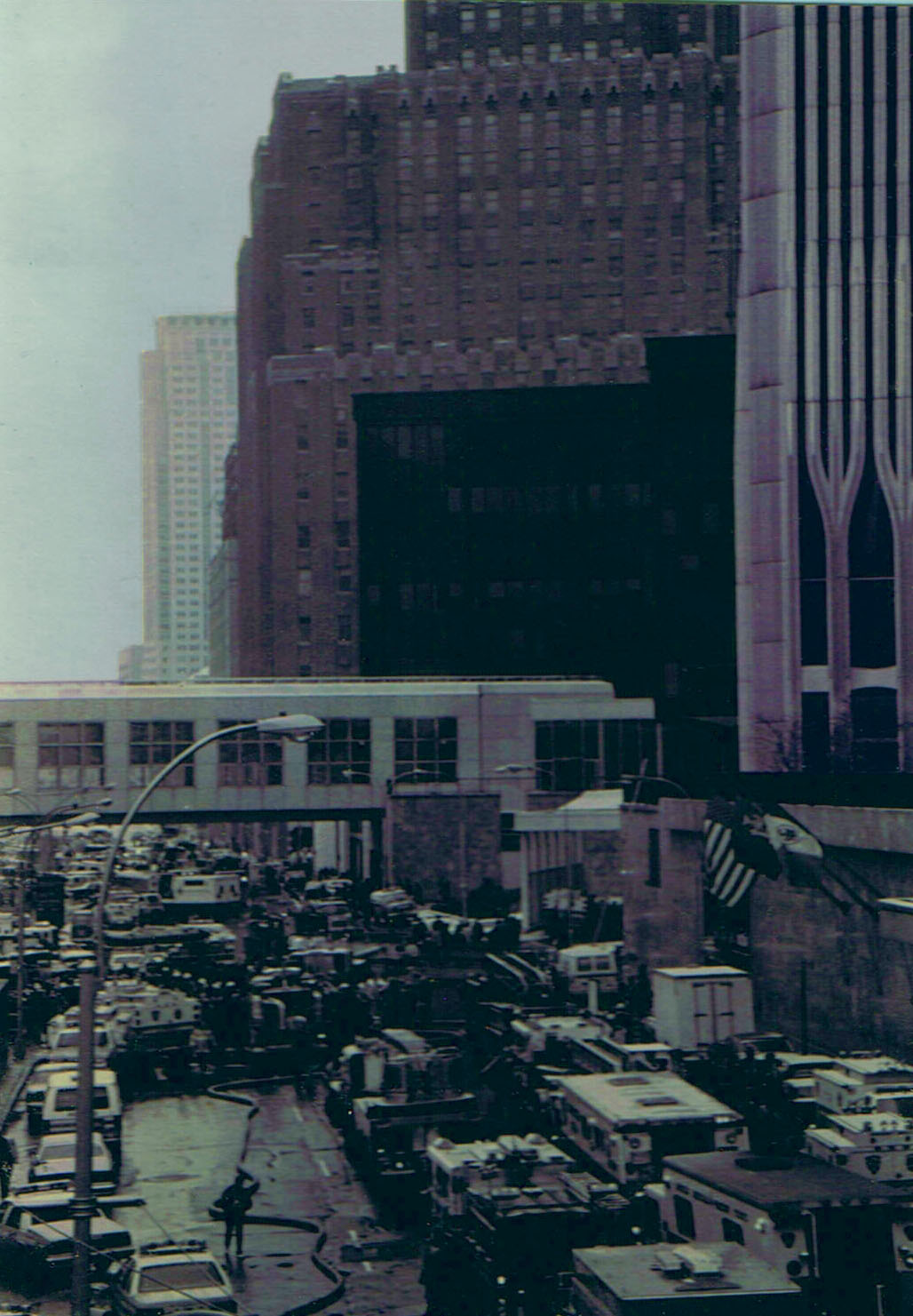
Rettungskräfte vor dem Gebäudekomplex nach der Explosion

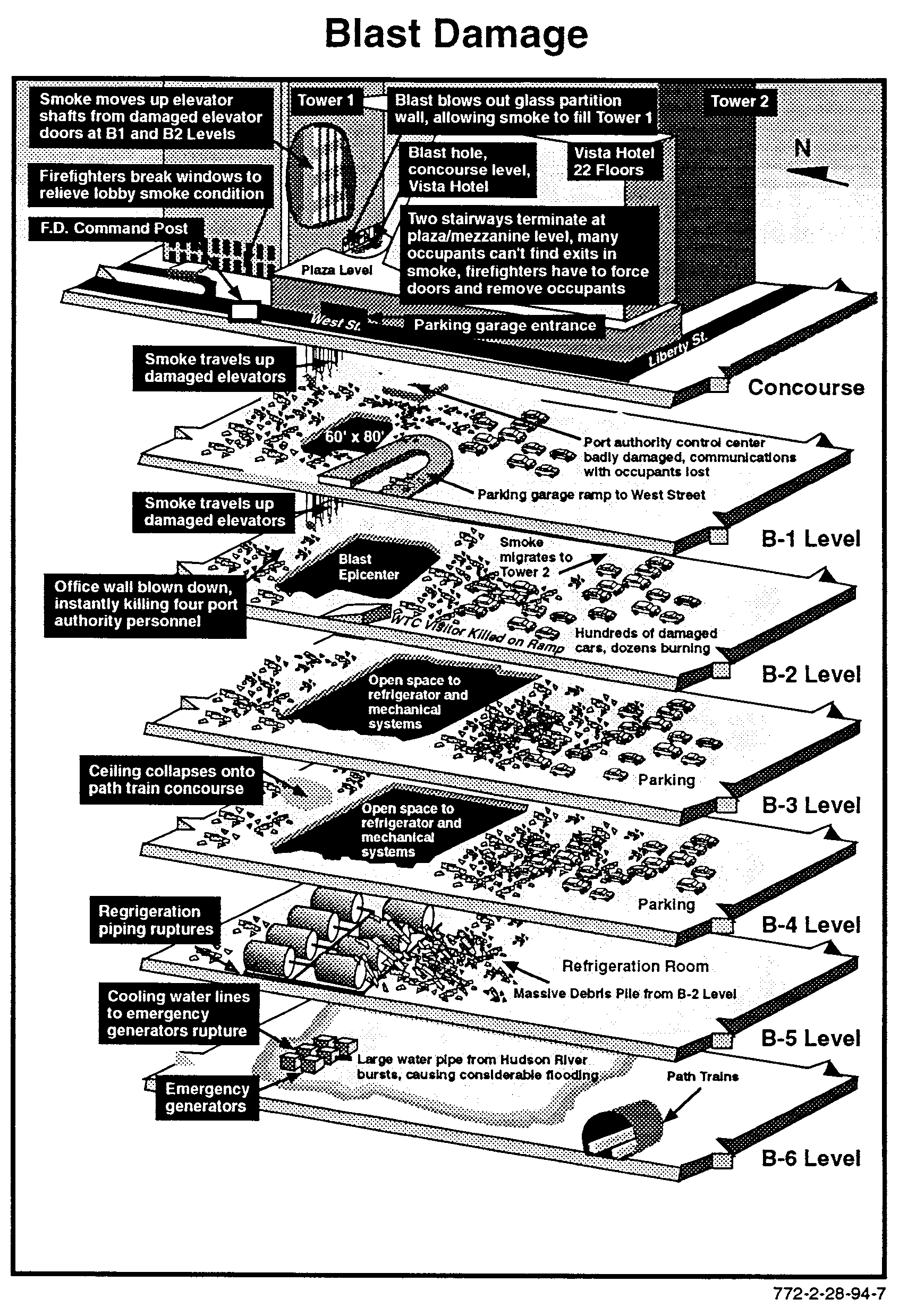
Grafische Darstellung des Schadens in den jeweiligen Ebenen

Am Mittag des 26. Februar 1993 wurde in der Tiefgarage des World Trade Centers eine Bombe gezündet. Damals hatten insgesamt sechs islamistische Terroristen in einem Transporter auf dem zweiten Untergeschoss B2 rund 700 Kilogramm des Sprengstoffs Harnstoffnitrat entzündet. Durch Druckgasbehälter mit Wasserstoff wurde die Explosion verstärkt. Bei der Explosion wurden sechs Menschen getötet, die sich zum Zeitpunkt der Detonation in den unterirdischen Ebenen aufgehalten hatten. Über 1.000 weitere Personen wurden verletzt. Einige der unterirdischen Stockwerke wurden besonders schwer beschädigt. Daraus resultierte einer der größten Rettungseinsätze in der Stadt New York, wobei etwa 45 % des diensthabenden Personals der Feuerwehr zu diesem Schadensereignis gerufen wurden. Obwohl die Detonation der Bombe heftig war, konnte das Gebäude der Explosion standhalten. Lediglich die Inneneinrichtung wurde stark beschädigt, jedoch nicht die tragende Statik der beiden jeweils 110 Stockwerke umfassenden Wolkenkratzer. Eine direkte Folge des Anschlags war ein sofortiger Stromausfall im gesamten Gebäude, sowie eine in den folgenden Minuten sich im Gebäude immer weiter verbreitende Rauchwolke, die aus der Tiefgarage in den Turm hochzog und die Rettungsmaßnahmen erheblich erschwerte.

## Juristische Aufarbeitung
Kurz nach dem Bombenanschlag wurden der ägyptische Kleriker Scheich Umar Abd ar-Rahman sowie neun seiner Anhänger festgenommen; 1994 wurden Mahmud Abouhalima, Mohammad Salameh, Nidal A. Ayyad und Ahmad Ajaj für den Anschlag verurteilt.
Hauptbelastungszeuge war dabei der FBI-Informant Emad Salem, der vorab Kenntnis von den Bombenbauaktivitäten im Kreise der Verurteilten hatte.
1997 und 1998 wurden außerdem Ramzi Ahmed Yousef und Eyad Ismoil wegen des Bombenanschlages verurteilt.
Im Oktober 1995 wurde Umar Abd ar-Rahman „wegen einer Verschwörung, Bauwerke in die Luft zu sprengen“, zu einer lebenslangen Gefängnisstrafe verurteilt. Seine Anwältin während des Prozesses war Lynne Stewart. Sie wurde als 66-Jährige 2006 zunächst zu 28 Monaten Gefängnis verurteilt (die Staatsanwaltschaft hatte 35 Jahre verlangt). Auf Berufung der Staatsanwaltschaft wurde sie schließlich zu zehn Jahren Haft wegen Beihilfe zum Terrorismus verurteilt, weil sie gegen die für Abd ar-Rahman verschärften Haftbedingungen verstoßen habe. Ihr wurde vorgeworfen, Nachrichten des Insassen aus dem Gefängnis weitergeleitet zu haben. Am 31. Dezember 2013 wurde Stewart jedoch vorzeitig entlassen. Begründet wurde dies mit ihrer Krebserkrankung.

## Weitere Verdächtige
Neben den Verurteilten werden Chalid Scheich Mohammed und Abdul Rahman Yasin verdächtigt, zu der Tat beigetragen zu haben. Eine juristische Aufarbeitung dieser Verdächtigungen fand bisher jedoch nicht statt.

## Folgen und Nachwirkungen

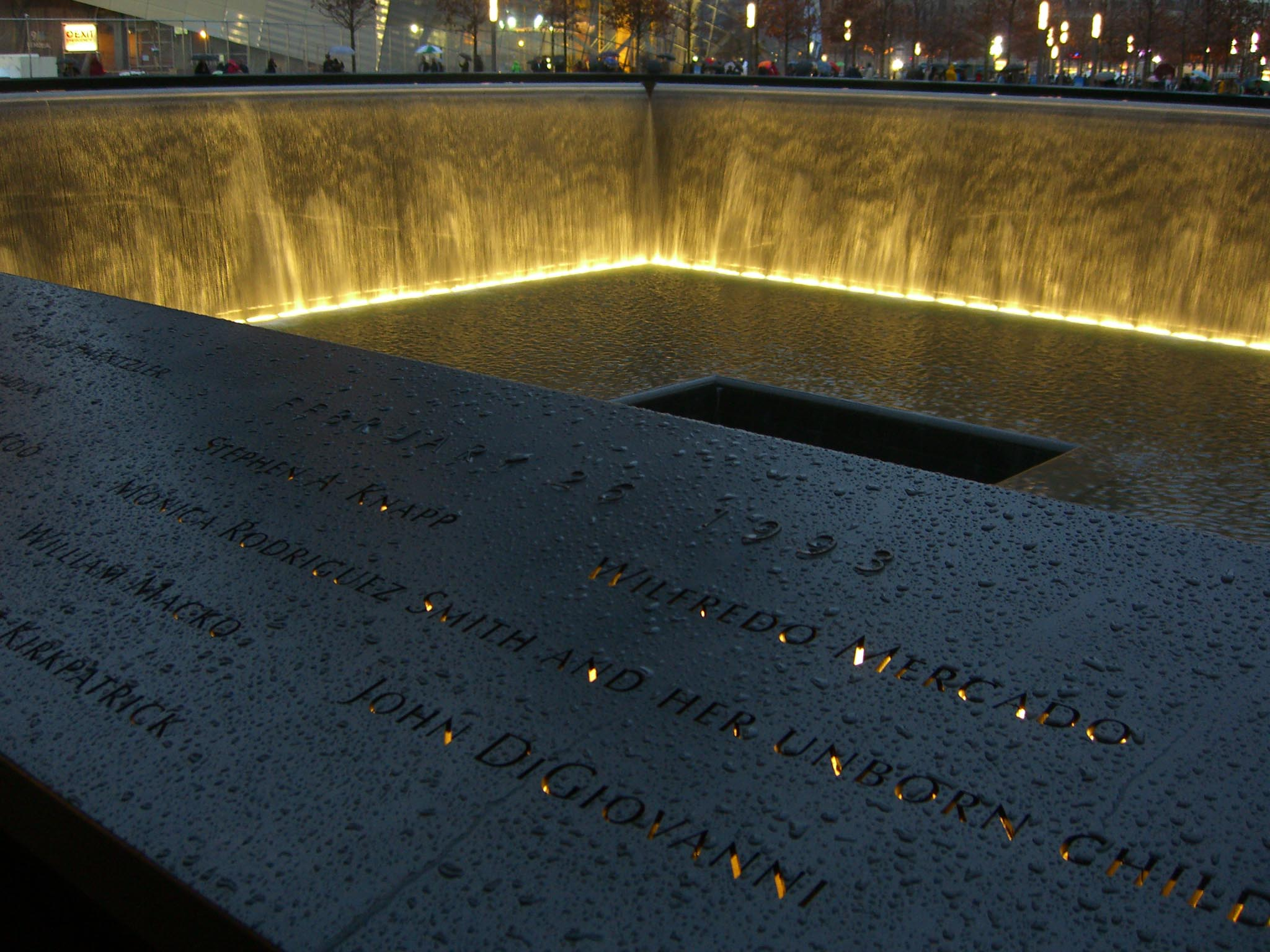
Die Namen der sechs Todesopfer wurden auch an der Gedenkstätte des 11. September 2001 eingraviert.

Nach seiner Verhaftung gestand einer der Hauptattentäter, der Kuwaiter Ramzi Ahmed Yousef, dass es eigentlich der Plan der Terroristen gewesen sei, mit einer noch größeren Menge Sprengstoff den Nordturm zum Einsturz zu bringen und diesen auf den Südturm stürzen zu lassen. Hierzu standen aber nicht genügend Explosivmittel zur Verfügung. Die nachfolgende Zerstörung hätte enorme Ausmaße angenommen, weite Teile des Bereichs um die Zwillingstürme wären zerstört worden. Wäre dieser Plan erfolgreich in die Tat umgesetzt worden, so wurde damals eine sehr hohe Opferzahl von bis zu 100.000 Toten vermutet.
Trotz erheblicher Verschärfung der Sicherheitsvorkehrungen sowohl in New York als auch in den USA konnten auch künftige Anschläge innerhalb der USA nicht verhindert werden: Bereits 1995 wurde in Oklahoma City vor einem Bürogebäude ebenfalls eine Bombe von drei Rechtsextremen gezündet. Dabei wurde das ganze Haus zerstört.
2001 wurde auch das World Trade Center bei den Terroranschlägen vom 11. September 2001 erneut angegriffen und dabei vollständig zerstört.

## Film
- Bombenattentat auf das World Trade Center (USA 1997) Der Spielfilm rekonstruiert die Vorbereitung sowie die  Fahndungsmaßnahmen nach dem Bombenattentat auf das World Trade Center am 26. Februar 1993.